# دهستان پهوبجی
دهستان پهوبجی (به لاتین: Phobji Gewog) یک دهستان در کشور بوتان است که در ناحیهٔ وانگدودودرنگ واقع شده‌است. دهستان پهوبجی ۱۳۸٫۲۰ کیلومتر مربع مساحت دارد.